# Estación de Saint-Jacques
La estación de Saint-Jacques es una estación de la línea 6 del metro de París situada en el XIV distrito de la ciudad. 

## Historia
La estación fue abierta el 24 de abril de 1906 como parte de la línea 2 sur, una línea que poco después pasaría a ser la línea 5 y finalmente la 6. 
Situada en la plaza del bulevar Saint-Jacques, donde se cruzan el bulevar Saint-Jacques y la calle del Faubourg Saint-Jacques, debe su nombre a Santiago el Mayor, en francés Saint-Jacques.

## Descripción
Se compone de dos andenes laterales de 75 metros de longitud y de dos vías. En este punto, y en dirección Nation, la línea 6 recupera de nuevo un trazado aéreo justo después de sortear la línea B del RER. Lo hace para evitar el antiguo cauce del río Bièvre ahora canalizado en su paso por la ciudad. 
La estación se encuentra situada en una trinchera. Una larga cristalera hace de pared en cada uno de los andenes mientras que un pequeño tejado en uve los recubre. Una larga viga de acero que sostienen varias columnas sujetan cada una de las estructuras. 
La señalización por su parte, usa la moderna tipografía Parisine donde el nombre de la estación aparece en letras blancas sobre un panel metálico de color azul. Por último, los asientos, de estilo Motte, combinan pequeñas zonas semicirculares de cemento que sirven de banco improvisado con algunos asientos individualizados de color gris que se sitúan sobre dichas estructuras.

## Accesos
La estación dispone de un único acceso en forma de pequeño edificio donde se encuentran las taquillas de la estación y el acceso a los andenes. 